# Растовцы (Талдомский городской округ)
Растовцы — деревня в Талдомском районе Московской области Российской Федерации, в составе сельского поселения Гуслевское. Деревня располагается по обе стороны дороги Р112 в 10 км от районного центра Талдома. Рядом с деревней располагается платформа Власово Савёловского направления МЖД. Население — 47 чел. (2010).

## История
Деревня Растовцы в 1628—1629 относилась к Гостунскому стану, согласно Кашинской Писцовой Книги, и входила в приход Ильина погоста вместе с Талдомом. В это же время в Растовцах находилась древняя часовня, в которой имелись три иконы. Среди них храмовая икона пророка Божия Илии, которая, была перенесена вместе с двумя другими из храма Ильина погоста, переставшего существовать во время Литовского разорения. После этих событий деревня стала относиться к приходу Троицкого храма в деревне Троица-Вязники.
В 1780 году сельцо Ростовец принадлежало Петру Сергеевичу Свиньину, в нём было 9 дворов и проживало 52 человека.
В 1851 году деревня Растовец принадлежала штаб-ротмистру Петру Павловичу Свиньину, в ней было 30 дворов и проживало 296 человек.
Положение дачи преимущественно ровное и частями низменное, по обе стороны Большой торговой дороги из г. Москвы в г. Кашин; в некоторых местах дорога поднята хворостом, устлана валежником и сделаны насыпи, что и содержится обывателями по участкам. Почва серая. Дер. Растовец лежит на Большой торговой дороге из Москвы в Кашин; в ней 60 тягол, 30 дворов и по 9 ревизии мужского пола 155, женского 141 душа; от г. Калязина она в 70, от г. Дмитрова в 34, от приходской церкви в с. Троицком в 5 и от квартиры 2 стана в дер. Плоской в 50 верстах. Здесь есть староста и земский; 1 запасный хлебный магазин, в котором на лицо ржи 96, овса 48 четв.; пожарный инструмент 1 багор и 2 ухвата; из 45 белых. Крестьяне, русские православные, занимаются хлебопашеством и промыслами и все состоят на оброке. Высевается на тягло ржи 1, овса 2 четв., ячменю 2, льну 1, и гороху ¼ четв. В огородах сеют, для своего домашнего обихода: картофель, капусту и др.овощи. Сенокос делят по числу тягол, лес же покупают у своего помещика. Средний урожай хлеба озимого сам 6, ярового сам 4; сена на всякое тягло накашивается до 200 пуд. На каждое тягло приходится по 1 лошади, 2 коровы, 2 овцы и 1 поросёнку. Дома в деревне крестьяне занимаются рубкою леса и приготовлением тёса и дров, которые сбывают в Москву на сумму до 3000 руб.сер. В деревне есть 1 миткалевая фабрика о 10 станах, которая содержится крестьянином; работают на ней 13 чел. рабочих и каждый из них получает с аршина по 2 коп.сер,; миткалю на фабрике в течение зимы приготовляются до 2000 аршин и сбывается он московским купцам (из чьей бумаги и по чьим заказам он работается) на сумму до 300 руб.сер.Межевое описание Тверской губернии Калязинского уезда 1855 года
В 1862 году владельческая деревня Растовцы (Растовец) при колодце, 33 двора, 153 души мужских, 161 женских. Кроме землепашества, крестьяне занимались рубкой леса и приготовлением тёса и дров. В деревне имелась миткалевая фабрика.
В январе 1921 года в Растовцах была организована комсомольская организация.
В 1920-х годах кустари деревни, наряду с башмачным промыслом, занимались и другими видами деятельности. А именно покупали рощи и сводили их, разделывая их на доски и фанеру, затем отправляя партиями в Москву. Жгли уголь, гнали смолу и дёготь. Крестьяне деревень Растовцы, Заберега, Пригары и Бобылино в те годы являлись главными поставщиками дров и угля на Ленинском рынке.
В 1926 году при рытье пруда в селении Растовцы были найдены монеты, относящиеся ко времени царствования Ивана Грозного.

## Население
| 1859 | 1888 | 1926 | 2002 | 2006 | 2010 |
| ---- | ---- | ---- | ---- | ---- | ---- |
| 314  | ↗418 | ↗568 | ↘50  | ↘42  | ↗47  |